# MSD (企業)
株式会社MSD（英: MSD co.,ltd.）は、東京都中央区に本社を置く日本の企業。位置情報モニタリングをはじめ、バイタル情報・環境データを組合わせた分析、テレビチャット等を活用した、医療・介護従事者向けた業務支援・業務改善サービス提供している。

## 概要
- 創業メンバーは測位衛星技術株式会社(GNSS)に協力して、IMESコンソーシアムに参加、Location Business Japan、G空間EXPOにて実証実験に協力した技術者たちからなる。
- メルク・アンド・カンパニーの日本法人、MSD株式会社 (MSD K.K.)とは無関係。
- サービス導入先である、医療法人社団貞栄会 Dr.内田によって、Healthtech2020/SUMにてLiamoが紹介された[1]。

## 沿革
- 2007年 - この頃より、創業メンバーにて測位衛星技術株式会社(GNSS)に協力して、屋内測位技術（Indoor MEssaging System）の実証実験[2]に参加するなど、位置情報を活用したサービスの研究及び検証に着手
- 2011年 - 自治医科大学と屋内測位技術の実証実験[3]
- 2013年5月 - 株式会社MSD設立。
- 2014年 - アイホン株式会社、東京エレクトロニックシステムズ株式会社と位置情報連動ナースコール開発。HOSPEX Japan[4]で『Vi-Nurse位置情報システム[5]』発表
- 2019年 - TDK株式会社の生体センサーと位置情報システムとの連動サービス販売で業務提携
- 2020年10月 - 経済産業省認定　情報処理支援機関（スマートSMEサポーター）認定 (認定番号：第11号‐20090025 （2020年10月5日　認定）)
- 2021年1月 - TDK株式会社の環境センサーを用いた環境情報可視化ソリューションをリリース[6]。[7]

## 事業所
- 東京本社　- 〒104-0061 東京都中央区銀座3-13-19 東銀座313ビル
- 名古屋支社　- 〒464-0850 愛知県名古屋市千種区今池5-1-5

## 主なサービス[8]
- T-CARE SYSTEM - 看護・介護業界向けの業務改善サービス
- Liamo - オンライン診療ツール
- とりえ - 見守りツール・空間センサー